# Пустиня (Підкарпатське воєводство)
Пустиня (пол. Pustynia) — село в Польщі, у гміні Дембиця Дембицького повіту Підкарпатського воєводства.
Населення — 1469 осіб (2011).
У 1975—1998 роках село належало до Тарновського воєводства.

## Географія
Селом протікає річка Будзіш.

## Демографія
Демографічна структура станом на 31 березня 2011 року:
|          | Загалом | Допрацездатний вік | Працездатний вік | Постпрацездатний вік |
| -------- | ------- | ------------------ | ---------------- | -------------------- |
| Чоловіки | 711     | 160                | 472              | 79                   |
| Жінки    | 758     | 165                | 444              | 149                  |
| Разом    | 1469    | 325                | 916              | 228                  |